# Choristosialis enigmatica
Choristosialis enigmatica là một loài côn trùng trong họ Choristosialidae thuộc bộ Incertae Sedis (Neoptera). Loài này được Tillyard miêu tả năm 1932.